# Tipula insperata
Tipula insperata är en tvåvingeart som beskrevs av Young 1987. Tipula insperata ingår i släktet Tipula och familjen storharkrankar. Inga underarter finns listade i Catalogue of Life.